# 李威俊
李威俊（1994年10月27日—，綽號死亡宣告），中国大陆英雄联盟前职业选手，在职业战队期间担任队伍ADC位置。

## 人生经历
4岁时，李威俊开始进入其父亲开办的电脑房。16岁读完初二后选择辍学。在英雄联盟中国大陆服内测阶段接触英雄联盟，后加入战队EHOME。后再加入战队LMQ，并在英雄联盟2013赛季全球总决赛后随战队进入北美赛区，在英雄联盟2014赛季全球总决赛结束后因为拳头公司发布“每场必须有三名本土选手上场”的相关规定离开战队，加入战队VGteamwow。
2016年LPL春季赛结束后，因VG决定弃用李威俊，再加上李威俊一直认为在2016年LPL春季赛结束后，VG不给他机会，因此他决定在休赛期转会。5月12日，死亡宣告在微博中宣布正式转会到ING战队。
2016年6月20日晚间，李威俊在微博上宣布退役，并称要休息一段时间，但在北京时间6月21日19时29分，他又在微博上称他已休息好，并宣布复出。李威俊从此次宣布退役到宣布复出，仅仅只经过了22小时51分，创造了英雄联盟史上最短的退役纪录。但是，由于李威俊所在的ING战队并未对此事件做出官方声明，因此此次事件纯属个人行为，而不具有任何效力。
2017年3月20日，李威俊在微博上宣布与ING战队解约。
2017年5月，李威俊加入Newbee战队。
2017年10月27日，Newbee宣布与李威俊解约。
2018年1月，李威俊在斗鱼TV直播绝地求生。1月24日，斗鱼TV官方宣布，即日起永久封禁李威俊的账号，并清除所有网络直播、论坛等内容，列入斗鱼直播主播黑名单，并报送国家、省、市网络信息主管部门。
1月27号，李威俊公布将在YY平台直播绝地求生，但两天后李威俊YY平台的直播间被封禁。
2018年2月，李威俊入驻金刚直播。

## 争议
- 2012年11月，与主播董小飒发生争执并进行对骂。[11]
- 2015年9月12日，由于主播“王者强”拿李威俊被VG换做替补来嘲笑他从而产生争执，两人进行口角并进行约架，李威俊甚至在直播中买好机票，最终LGD战队中的成员TBQ来到VG战队基地对其进行劝说才放弃。[12]在9月15日，两者在排位中于同一队伍，但双方没有产生争执反而互相吹捧。[13]
- 2015年12月26日，由于在直播中表现不佳，与队友发生争吵，甚至砸坏键盘。[14]
- 2016年1月1日，由于一名玩家在游戏中对其进行嘲讽，李威俊直接强退挂机，并传出打砸的声音，有传言称其攻击同战队的韩国外援。[15][16]1月2日，事后VG电子竞技俱乐部微博称李威俊砸坏俱乐部硬件设施，并未对队友进行殴打。李威俊在微博上公开道歉，并称那名玩家并非同战队外援。[17][18]
- 2016年3月，卢本伟在直播中回忆起曾与李威俊进行游戏时，由于李威俊失误很多因此骂他，李威俊说要拿刀去基地去砍他，于是卢本伟说，如果不来是孙子。而李威俊带着刀冲到皇族（卢本伟所在战队）基地，不过由于卢本伟让教练克里斯关楼下的铁闸因此李威俊上不来。[19]
- 2016年4月18日，李威俊在排位赛中与一名玩家发生争执，玩家在抗压吧发帖子称连续两把预选位模式排位赛排到李威俊，而李威俊因补位选到上路，在李威俊要求AD位置时都主动让出了，选择了不太擅长的上单位置。由于第二局中，由于玩家频繁遭遇对面玩家游走抓人导致数据不好，在收线过程中遭到李威俊的怒喷，其后双方争执不下欲在线下比拼豪车，死亡宣告在聊天中表示对方如果真有跑车便直播当面下跪。其后李威俊连发多条微博澄清事情，称对方是键盘侠。[20][21]
- 2016年7月20日，LSPL第4场LD对阵ING的比赛中，李威俊和上单互相进行语言攻击，结果双方相继退出游戏，导致ING在20分钟就发起投降。[22]7月21日，ING战队称李威俊因比赛失利导致心态不佳，做出发泄举动，误撞现场设备，处罚50000元人民币。[23]
- 2017年10月26日，直播中打輸比賽，被觀眾冷嘲熱諷，而謾罵觀眾，其女友看見，勸說幾句，李威俊突然情緒暴走，於直播中疑似砸東西毆打女友，隨後被警方以涉嫌暴力傷害帶回調查，事件發生後，其戰隊宣布解約，中國大陸英雄聯盟官方表示調查結果出來前，禁止李威俊參與任何官方比賽。[24]隔日女友於微博發文，表示李威俊只是摔東西洩憤，並無動手打人。但對於李威俊的情緒失控感到害怕，於是報警以保護自身安全，現已分手。11月22日，英雄聯盟官方針對直播暴力威脅事件，決定對李威俊禁賽20個月處分(每年1月至10月是賽季)，禁賽至2020年1月的新賽季為止。[25]